# Łódzki Festiwal Chóralny „Cantio Lodziensis”
Łódzki Festiwal Chóralny „Cantio Lodziensis” – festiwal muzyki chóralnej odbywający się corocznie w Łodzi. Ma charakter ogólnopolski i jest imprezą konkursową. Festiwal powstał w 1998 roku z inicjatywy Polskiego Związku Chórów i Orkiestr Oddział w Łodzi jako kontynuacja odbywających się wcześniej „Łódzkich Turniejów Chóralnych” (XXI edycji w latach 1977-1997). Od 2018 roku jest jednym z sześciu ogólnopolskich festiwali chóralnych, którego grand prix nominuje zwycięzcę do konkursu "Grand Prix Polskiej Chóralistyki im. Stefana Stuligrosza" w Poznaniu.

## Cele
- prezentacja dorobku artystycznego chórów i zespołów wokalnych,
- popularyzacja wartościowej literatury chóralnej polskiej i zagranicznej,
- promocja dokonań artystycznych łódzkiego środowiska kompozytorskiego
- konfrontacja osiągnięć, wymiana doświadczeń pomiędzy chórami
- doskonalenie poziomu wykonawczego amatorskich zespołów chóralnych

## Organizatorzy
- Łódzki Dom Kultury
- Polski Związek Chórów i Orkiestr

Partnerzy
- Akademia Muzyczna im. Grażyny i Kiejstuta Bacewiczów w Łodzi
- Łódzki Oddział Związku Kompozytorów Polskich

## Historia
- 1998 I edycja - (I Łódzki Festiwal Chóralny ŁDK 19.04.1998)
- 1999 II edycja - (II Festiwal Chóralny ŁDK 13-14.11.1999)
- 2000 III edycja - 18-19.11.2000
- 2001 IV edycja - 17-18.11.2001
- 2002 V edycja - 16-17.11.2002
- 2003 VI edycja - 15-16.11.2003
- 2004 VII edycja - 20-21.11.2004
- 2005 VIII edycja - 19-20.11.2005
- 2006 IX edycja - 18-19.11.2006
- 2007 X edycja - 17-18.11.2007
- 2008 XI edycja - 15-16.11.2008
- 2009 XII edycja - 21-22.11.2009
- 2010 XIII edycja - 20-21.11.2010
- 2011 XIV edycja - 19-20.11.2011
- 2012 XV edycja - 17-18.11.2012
- 2013 XVI edycja - 16-17.11.2013
- 2014 XVII edycja - 15-16.11.2014
- 2015 XVIII edycja - 14-15.11.2015
- 2016 XIX edycja - 19-20.11.2016
- 2017 XX edycja - 18-19.11.2017
- 2018 XXI edycja - 17-18.11.2018
- 2019 XXII edycja - 16.11.2019
- 2020 Koncert Chórów Ziemi Łódzkiej "Cantio Lodziensis" - koncert online w terminie planowanej XXIII edycji festiwalu - 21.11.2020
- 2021 festiwal nie odbył się

## Uczestnicy
W festiwalu brać udział mogą amatorskie chóry i zespoły wokalne.
Uczestnicy oceniani są w kategoriach:
- A – chóry dziecięce,
- B – chóry młodzieżowe,
- C – chóry akademickie,
- D – chóry stowarzyszeń i towarzystw śpiewaczych,
- E – zespoły wokalne,
- F – chóry szkół muzycznych I stopnia (podstawowych),
- G – chóry szkół muzycznych II stopnia (ponadpodstawowych),
- H – kategoria gospel i muzyki rozrywkowej.

## Laureaci
Jury przyznaje I, II i III miejsca w poszczególnych kategoriach oraz Grand Prix dla najlepszego chóru festiwalu.

### Grand Prix
- 2003 - Zespół Wokalny „SENZA RIGORE” Akademii Muzycznej we Wrocławiu
- 2005 - Bielski Chór Kameralny
- 2008 - Chór Kameralny Akademii Medycznej we Wrocławiu
- 2009 - Chór Żeński GAUDIUM PER CANTO - Gdańsk
- 2010 - Chór Akademicki Uniwersytetu Warszawskiego
- 2011 - Chór Akademii Morskiej w Szczecinie
- 2012 - Chór Kameralny „Dysonans” Swarzędz
- 2013 - Chór Uniwersytetu Śląskiego HARMONIA w Cieszynie oraz Chór Kameralny Akademii Muzycznej w Poznaniu (dwie nagrody równorzędne)
- 2014 - Resonans con tutti - Zabrzański Chór Młodzieżowy im. N.G. Kroczka w Zabrzu
- 2015 - Chór LA MUSICA – Gimnazjum nr 16 im. F. Chopina w Lublinie
- 2016 - Zespół wokalny ALLA POLACCA - Warszawa
- 2017 - Zespół RONDO Szkoły Muzycznej I st. im. Grażyny Bacewicz we Wrocławiu
- 2018 - Chór Kameralny Uniwersytetu Muzycznego F. Chopina w Warszawie
- 2019 - Chór Kameralny Akademii Sztuki w Szczecinie

### Pierwsze Miejsca

#### Chóry akademickie
- 2000
  - Akademicki Chór Politechniki Łódzkiej
- 2002
  - Akademicki Chór Politechniki Łódzkiej
- 2006
  - Akademicki Chór Politechniki Wrocławskiej
  - Akademicki Chór Politechniki Śląskiej - Gliwice
- 2007
  - Chór Uniwersytetu Medycznego w Białymstoku
  - Chór Uniwersytetu Ekonomicznego we Wrocławiu „Ars Cantandi”
- 2008
  - Akademicki Chór Politechniki Gdańskiej
- 2009
  - Chór Kameralny „Akolada” Bydgoskiej Szkoły Wyższej
- 2010
  - Chór Akademii Techniczno-Humanistycznej w Bielsku-Białej
  - Chór Politechniki Białostockiej
- 2011
  - Chór Kameralny „Akolada” Bydgoskiej Szkoły Wyższej
- 2015
  - Chór Akademicki Wojskowej Akademii Technicznej w Warszawie
- 2016
  - Chór Instytutu Edukacji Muzycznej Uniwersytetu Jana Kochanowskiego w Kielcach
- 2017
  - Akademicki Chór Politechniki Krakowskiej "Cantata"
- 2018
  - Akademicki Chór Uniwersytetu Medycznego w Lublinie
- 2019
  - Chór Uniwersytetu Ekonomicznego w Katowicach
  - Chór Kameralny Szkoły Głównej Gospodarstwa Wiejskiego w  Warszawie

#### Chóry stowarzyszeń i towarzystw śpiewaczych
- 2006
  - Kameralny Chór Akademii Wilanowskiej w Warszawie
- 2008
  - Chór Centrum Myśli Jana Pawła II w Warszawie
- 2014
  - Chór Cantores Veiherovienses z Wejherowa
- 2015
  - Chór Archikatedry Warszawskiej w Warszawie
  - Chór Sceny Muzycznej Gdańsk
  - Chór CAMERATA VARSOVIA w Warszawie
- 2017
  - Chór Komendy Stołecznej Policji w Warszawie
  - Wyrzyski Chór CANTO Miejsko-Gminnego Ośrodka Kultury w Wyrzysku
- 2018
  - Grodziski Chór CANTATA
  - Kameralny Chór Żeński REBELOVE w Łodzi
- 2019
  - Chór Mieszany ECHO w Zebrzydowicach
  - Stowarzyszenie Śpiewacze CANTO ALEGRE im. J. Kondratowicza w Łodzi

#### Chóry szkół muzycznych I stopnia
- 2006
  - Chór Dziecięcy Zespołu Szkół Muzycznych im. K. Szymanowskiego w Toruniu
- 2008
  - Chór Dziecięcy Państwowej Szkoły Muzycznej I ST. im Fr. Chopina w Wejherowie
- 2016
  - Chór "CON FORZA" Państwowej Szkoły Muzycznej I st. w Szczecinie
  - Chór "IL CORO DI VOCI BIANCHE" - Warszawa
  - Chór Dziewczęcy Poznańskiej Szkoły Chóralnej Jerzego Kurczewskiego w Poznaniu
- 2017
  - Chór ASBeek Państwowej i Ogólnokształcącej Szkoły Muzycznej w Płocku
  - Chór PARADISO Katedralnej Ogólnokształcącej Szkoły Muzycznej I st. w Poznaniu
- 2018
  - Chór Dziewczęcy Poznańskiej Szkoły Chóralnej Jerzego Kurczewskiego

#### Chóry szkół muzycznych II stopnia
- 2006
  - Chór Kameralny Zespołu Szkół Muzycznych im. St. Moniuszki w Łodzi
  - Chór Młodzieżowy Zespołu Szkół Muzycznych im. K. Szymanowskiego w Toruniu
  - Chór Żeński Ogólnokształcącej Szkoły Muzycznej II st. im. A. Rubinsteina w Bydgoszczy
- 2007
  - Chór Żeński Ogólnokształcącej Szkoły Muzycznej II st. im. H. Wieniawskiego w Łodzi
- 2008
  - Chór Mieszany Zespołu Szkół Muzycznych im St. Moniuszki w Łodzi
- 2009
  - Chór Mieszany Państwowej Szkoły Muzycznej I i II St. – Zabrze
- 2015
  - Chór mieszany DOMINANTA PSM II st. w Rybniku
  - Chór Młodzieżowy CANTO Zespołu Szkół Muzycznych im. Cz. Niemena we Włocławku
- 2017
  - Chór Mieszany Zespołu Szkół Muzycznych im. St. Moniuszki w Łodzi
- 2018
  - Chór Żeński Zespołu Szkół Muzycznych im. I Paderewskiego w Białymstoku – SCHOLA CANTORUM BIALOSTOCIENSIS
  - Chór Zespołu Szkół Muzycznych w Sosnowcu
- 2019
  - Chór Młodzieżowy CANTO Zespołu Szkół Muzycznych im. Cz. Niemena we Włocławku

#### Gospel i muzyka rozrywkowa
- 2008
  - Chór Kameralny Fermata z Kalisza
- 2009
  - Chór Męski Wydziału Dyrygentury Chóralnej, Edukacji Muzycznej i Rytmiki Akademii Muzycznej - Gdańsk
- 2011
  - Kwartet Wokalny Positive Vibrations - Płock
- 2012
  - Chór Sceny Muzycznej - Gdańsk
- 2016
  - Chór Wychowanków Hm. Władysława Skoraczewskiego "JUBILUS" - Warszawa
- 2017
  - Zespół Wokalny Państwowej Szkoły Muzycznej w Płocku
  - Chór VIVA WODN w Zgierzu
  - Młodzieżowy Międzyszkolny Chór Żeński IUVENALES CANTORES LODZIENSES

#### Zespoły wokalne
- 2008
  - Zespół Wokalny Esperimento w Białymstoku
- 2009
  - Zespół Wokalny SINE NOMINE Młodzieżowego Domu Kultury „Pod Akacją” – Lublin
- 2016
  - Zespół wokalny – SUPRA VOCALIS ENSEMBLE - Gdańsk
- 2019
  - Zespół Wokalny ART’ N VOICES - Wejherowo

#### Chóry młodzieżowe
- 2008
  - Chór Kameralny Vivid Singers z Łodzi
- 2009
  - Dziewczęcy Chór Kameralny PORTAMENTO – Starachowice
  - Jasnogórski Zespół Wokalny CAMERATA – Częstochowa
- 2014
  - Chór Młodzieżowego Domu Kultury w Białymstoku
- 2017
  - Chór Kameralny PORTAMENTO – Starachowice

### Chóry dziecięce
- 2017
  - Chór Dziewczęcy SKOWRONECZKI – Centrum Kultury Zamek w Poznaniu